# Rhynchospora durangensis
Rhynchospora durangensis är en halvgräsart som beskrevs av Robert Kral och William Wayt Thomas. Rhynchospora durangensis ingår i släktet småag, och familjen halvgräs. Inga underarter finns listade i Catalogue of Life.